# Shinobu Agata
Shinobu Agata (japonais : 縣忍) (30 juin 1881 - 6 janvier 1942) fut Directeur de la Préfecture de Karafuto (1929-1931). Il a été Gouverneur de la Préfecture de Yamagata (1922-1924), de la Préfecture de Kagoshima (1924-1926), de la Préfecture de Chiba (1926-1927), de la Préfecture de Gunma (1927-1928), de la Préfecture d'Osaka (1932-1935) et Maire de Nagoya (1939-6 janvier 1942). Il était originaire de la Préfecture de Shizuoka. Il est diplômé de l'Université de Tokyo. Il est mort en fonction quand il était maire de Nagoya.